# La hija del optimista
La hija del optimista (título original: The Optimist´s Daughter) es una novela de la escritora estadounidense Eudora Welty. Fue publicada por primera vez en The New Yorker, en 1969; la novela fue revisada y editada en libro por Random House, en 1972.
La novela trata sobre una mujer llamada Laurel que viaja a Nueva Orleans a cuidar de su padre, el juez McKelva, que debe someterse a una operación de retina, de la que no se repondrá y su estado de salud tiene como pronóstico la muerte. Al llegar, Laurel puede conocer mejor a Fay, la segunda esposa de su padre. Al morir el juez, las dos mujeres juntas viajan a Misisipi, donde Laurel se reencontrará con la gente y lugares que conoció. 
La novela ganó el Premio Pulitzer en 1973. Fue publicada en castellano por la Editorial Impedimenta

## Argumento
Laurel Hand viaja desde Chicago a Nueva Orleans para acompañar a su padre, el juez McKelva, durante una operación de retina. El juez no se recupera de la operación y permanece internado en el hospital porque su estado de salud empeora cada día. Laurel cuida de su padre y conoce mejor a Fay, que fue el motivo por el que dejó de visitarlo seguido. 
Fay es una texana mucho más joven que el juez y que, a medida que pasan los días y el juez empeora, comienza a mostrar su verdadera manera de ser. Llega a tener un ataque de nervios en el que dice haberse casado por el dinero y que fue infiel. Esta confesión acelera la muerte del juez. 
Las dos mujeres viajan juntas a  Mount Salus, en Misisipi para los funerales y, al llegar, Laurel se reencuentra con la gente del pueblo en el que vivió su infancia y adolescencia. Todos la tratan con mucho cariño, pero no a Fay, a la que se la ve con malos ojos. Fay ha dicho que no tenía más familia que el juez, pero es desmentida cuando, para el funeral, se presentan su madre, sus hermanos y otros parientes. Lauren le pregunta por qué mintió y no siente por ella más que lástima. Al terminar el funeral, Fay regresa a su hogar en Texas.
Al quedarse sola, Lauren tiene tiempo para sí misma, recordar partes de su vida y estar con familiares y amigos. Al abandonar el pueblo para volver a Chicago, tiene una visión distinta de la vida y de su propia persona. 